# 八幡鋼管
八幡鋼管株式会社（やわたこうかん、英文社名 Yawata Steel Tube Co., Ltd.）は、かつて存在した鋼管メーカーである。旧新日本製鐵（現・日本製鉄）の前身、八幡製鐵のグループ企業で、現在の日本製鉄・鋼管部門の前身の一つである。
1935年（昭和10年）に日本特殊鋼管株式会社として設立され、戦後に八幡製鐵のグループ企業となった。グループ企業ながら実質的に八幡製鐵の鋼管部門として位置付けられるようになり、1960年（昭和35年）には八幡鋼管に社名を変更。その後、1968年（昭和43年）に八幡製鐵に吸収合併された。

## 沿革
日本特殊鋼管の設立の目的は遠心鋳造法による鋼管製造の実用化で、まず中島鋼管株式会社から工場を買い取り、そこに電気炉を設置して鋼塊（インゴット）の製造を開始した。翌1936年（昭和11年）、この鋼塊をもとに鋼管（シームレス鋼管）を製造する工場を建設したが、製品の大部分は水漏れが酷く、1/4程度が溶接補修をして実用に堪えるレベルであった。その後、一般的な鋼管製造機であるマンネスマン式穿孔機を輸入するが、鋼塊の品質が悪く成功しなかった。品質改善を目的に砂鉄の製錬も行ったが、これも結果は良好ではなかった。
この材料問題を解決するため、1942年（昭和17年）日本製鐵（日鉄：八幡製鐵・富士製鐵などの前身）と提携し、同社より材料を調達することとなった。また、日鉄が日本特殊鋼管の株式（10.8%）を取得し、同社のグループ企業となった（1945年8月時点での出資比率は26.2%）。この提携によって日本特殊鋼管は長年悩まされた材料問題から解放され、シームレス鋼管メーカーとしての基礎を築いた。戦後になって日鉄との資本関係は同社が他社株式の保有を禁じられたために一旦途切れたが、後継会社・八幡製鐵が1952年（昭和27年）に資本参加（出資比率 36.6%）し、資本関係が復活した。
以降、シームレス鋼管のみならず電縫鋼管やスパイラル鋼管にも進出。工場が八幡製鐵の製鉄所内に建設されるなど、次第に同社の鋼管部門として位置づけられるようになり、1960年には八幡鋼管株式会社に社名を変更した。社名変更は八幡製鐵の鋼管部門であることを明確にするためで、同時に八幡製鐵の商標「マルエス」の使用を開始した。1962年（昭和37年）には建設業者となり、橋脚や配管など鋼管関連の工事にも進出した。
八幡製鐵君津製鐵所の建設に際して、八幡鋼管は製鉄所内にスパイラル鋼管・特殊電縫鋼管・UOE鋼管・鍛接鋼管の新工場建設を計画した。しかし、これらの計画の推進は八幡製鐵と一体となった方が有利とされ、グループ全体の競争力向上の目的もあって八幡製鐵との合併が決定。1968年に八幡製鐵に吸収合併され、正式に同社の鋼管部門となった。合併時の資本金は20億4000万円で、八幡製鐵の出資比率は43.6%であった。

### 年表
- 1935年（昭和10年）1月 - 日本特殊鋼管株式会社設立。砂町工場に電気炉を設置し、鋼塊の製造販売を開始。
- 1936年（昭和11年）2月 - 遠心鋳造による鋼管製造を行うため、戸田工場を新設。北海道厚岸で上尾幌青葉炭鉱の経営を行う。
- 1938年（昭和13年）12月 - 大湊工場（青森県）を新設し、砂鉄の製錬を開始。
- 1941年（昭和16年）2月 - 遠心鋳造による鋼管製造を中止。
- 1942年（昭和17年）5月 - 日本製鐵と提携、同社が資本参加。
- 1943年（昭和18年）3月 - 大湊工場を海軍に供出。
- 1949年（昭和24年）7月 - 砂町工場を閉鎖し、鋼塊の製造を終了。
- 1952年（昭和27年）9月 - 八幡製鐵が資本参加。
- 1958年（昭和33年）8月25日 - 光工場が操業開始し、電縫鋼管の製造を開始。
- 1960年（昭和35年）6月 - 九州工場が操業開始し、スパイラル鋼管の製造を開始。
- 1960年（昭和35年）11月28日 - 八幡鋼管株式会社に社名変更。
- 1962年（昭和37年） - 工事部門に進出。
- 1967年（昭和42年）10月1日 - 八幡製鐵に販売部門を移管。
- 1968年（昭和43年）1月23日 - 君津製鐵所構内にスパイラル鋼管工場を設置。
- 1968年（昭和43年）4月1日 - 八幡製鐵に合併。

## 製造拠点
- 東京工場（旧・戸田工場） - シームレス鋼管の製造拠点で、東京都板橋区に設けられた。最終的に日本製鉄東日本製鉄所君津地区（東京）となったが、2020年5月に閉鎖された。
- 光工場 - 電縫工場の製造拠点。山口県光市・八幡製鐵光製鐵所構内に設けられた。現在は日本製鉄九州製鉄所（八幡地区（光チタン））、日本製鉄九州製鉄所（大分地区（光鋼管））及び日鉄ステンレス山口製造所（光エリア）となっている。
- 九州工場 - スパイラル鋼管の製造拠点。北九州市戸畑区・八幡製鐵戸畑製造所構内に設けられた。現在は日本製鉄九州製鉄所（八幡地区）となっている。

＊青葉炭鉱。石炭の採掘事業。厚岸町。